# Liste des cavités naturelles les plus longues de Lot-et-Garonne
La liste des cavités naturelles les plus longues de Lot-et-Garonne recense, sous forme de tableau(x), les cavités souterraines naturelles connues dans ce département français, dont le développement est supérieur ou égal à cent-cinquante mètres.
La communauté spéléologique considère qu'une cavité souterraine naturelle n'existe vraiment qu'à partir du moment où elle est « inventée » c'est-à-dire découverte (ou redécouverte), inventoriée, topographiée et publiée. Bien sûr, la réalité physique d'une cavité naturelle est la plupart du temps bien antérieure à sa découverte par l'homme ; cependant tant qu'elle n'est pas explorée, mesurée et révélée, la cavité naturelle n'appartient pas au domaine de la connaissance partagée.
La liste spéléométrique des 24 plus longues cavités naturelles de Lot-et-Garonne (≥ cent-cinquante mètres) est actualisée à décembre 2019.
La plus longue cavité souterraine naturelle répertoriée dans le département de Lot-et-Garonne est « la grotte de l'Ours », sur la commune de Fumel (cf. ligne 1 du tableau ci-dessous).

## Répartition géographique
| \| Agen Marmande Nérac Villeneuve-sur-Lot \| Répartition géographique des cavités naturelles de Lot-et-Garonne. |
| Agen Marmande Nérac Villeneuve-sur-Lot                                                                          |

## Histogramme à 4 classes
| \| Histogramme de la répartition des plus longues cavités naturelles de Lot-et-Garonne par classe de développement -- Les 24 cavités citées fin 2019 sont réparties en 4 classes de développement -- \| \| \| \| \| \| \| \| \| \| \| \| \| \| \| classe I >= 5 000 m 0 cavité[s] \| classe II >= 2 000 m et < 5 000 m 2 cavités \| classe III >= 1 500 m et < 2 000 m 0 cavités \| classe IV >= 150 m et < 1 500 m 22 cavités \| \| |                                 |                                             |                                              |                                            |  |
| Le graphique qui aurait dû être présenté ici ne peut pas être affiché car il utilise l'ancienne extension Graph, désactivée pour des questions de sécurité. Des indications pour créer un nouveau graphique avec la nouvelle extension Chart sont disponibles ici . |                                 |                                             |                                              |                                            |  |
| Histogramme de la répartition des plus longues cavités naturelles de Lot-et-Garonne par classe de développement -- Les 24 cavités citées fin 2019 sont réparties en 4 classes de développement -- |                                 |                                             |                                              |                                            |  |
| |                                 |                                             |                                              |                                            |  |
| | classe I >= 5 000 m 0 cavité[s] | classe II >= 2 000 m et < 5 000 m 2 cavités | classe III >= 1 500 m et < 2 000 m 0 cavités | classe IV >= 150 m et < 1 500 m 22 cavités |  |

## Cavités de Lot-et-Garonne (France) de développement supérieur à5 000 mètres
Aucune cavité n'est recensée dans cette « classe I » au 31 décembre 2019.

## Cavités de Lot-et-Garonne (France) de développement compris entre2 000 mètreset4 999 mètres
2 cavités sont recensées dans cette « classe II » au 31 décembre 2019.
| Réf. | Cavité (autres noms) | Commune                   | Massif ou zone | Coordonnées (WGS 84)        | Développe. (mètres) | Dénivel. (mètres) | Sources ou références                                 | Mise à jour |
| ---- | -------------------- | ------------------------- | -------------- | --------------------------- | ------------------- | ----------------- | ----------------------------------------------------- | ----------- |
| 1    | Grotte de l'Ours     | Fumel                     |                | 44° 30′ 46″ N, 1° 00′ 00″ E | +002 500, m         | +0010, m          | Spéléométrie de la France & speleo-nouvelle-aquitaine | 2000-00     |
| 2    | Grotte de Boutigues  | Blanquefort-sur-Briolance |                | 44° 34′ 39″ N, 0° 57′ 00″ E | +002 000, m         | +0038, m          | Spéléométrie de la France & speleo-nouvelle-aquitaine | 2000-00     |

## Cavités de Lot-et-Garonne (France) de développement compris entre1 500 mètreset1 999 mètres
Aucune cavité n'est recensée dans cette « classe III » au 31 décembre 2019.

## Cavités de Lot-et-Garonne (France) de développement compris entre100 mètreset1 499 mètres
22 cavités sont recensées dans cette « classe IV » au 31 décembre 2019.
| Réf. | Cavité (autres noms)                                | Commune                      | Massif ou zone | Coordonnées (WGS 84)        | Développe. (mètres) | Dénivel. (mètres) | Sources ou références                         | Mise à jour |
| ---- | --------------------------------------------------- | ---------------------------- | -------------- | --------------------------- | ------------------- | ----------------- | --------------------------------------------- | ----------- |
| 3    | Ruisseau souterrain du Nourrissat                   | Savignac-de-Duras            |                | 44° 42′ 42″ N, 0° 10′ 26″ E | +001 335, m         | NC                | Spéléométrie de la France & plongeesout.com   | 2000-00     |
| 4    | Trou qui Fume                                       | Cuzorn                       |                | 44° 33′ 00″ N, 0° 57′ 58″ E | +001 300, m         | NC                | speleo-nouvelle-aquitaine.fr                  | 2000-00     |
| 5    | Grotte du Rusthe                                    | Ambrus                       |                | 44° 14′ 04″ N, 0° 16′ 17″ E | +001 300, m         | NC                | Spéléométrie de la France                     | 2002-00     |
| 6    | Ruisseau souterrain du Touron                       | Saint-Sernin                 |                | 44° 41′ 45″ N, 0° 13′ 15″ E | +000699, m          | NC                | Spéléométrie de la France                     | 2000-00     |
| 7    | Grotte de Castelgaillard no 2                       | Saint-Sernin                 |                | 44° 41′ 56″ N, 0° 14′ 01″ E | +000646, m          | NC                | Spéléométrie de la France                     | 2000-00     |
| 8    | Aven de Lassau                                      | Castella                     |                | 44° 18′ 43″ N, 0° 40′ 28″ E | +000600, m          | +0020, m          | Spéléométrie de la France                     | 2000-00     |
| 9    | Ruisseau souterrain du Jarletou                     | Pardaillan                   |                | 44° 40′ 58″ N, 0° 17′ 05″ E | +000594, m          | NC                | Spéléométrie de la France                     | 2000-00     |
| 10   | Ruisseau souterrain de Saint-Julien ou de l'Ourbise | Fargues-sur-Ourbise          |                | 44° 13′ 57″ N, 0° 11′ 03″ E | +000500, m          | NC                | Spéléométrie de la France                     | 2000-00     |
| 11   | Grotte de la Pinténète                              | Réaup-Lisse                  |                | 44° 06′ 51″ N, 0° 12′ 43″ E | +000478, m          | NC                | Spelunca no 147                               | 2017-09     |
| 12   | Ruisseau souterrain de Lauret                       | Duras                        |                | 44° 41′ 26″ N, 0° 12′ 42″ E | +000440, m          | NC                | Spéléométrie de la France                     | 2000-00     |
| 13   | Grotte de la Louve                                  | Saint-Front-sur-Lémance      |                | 44° 32′ 44″ N, 1° 01′ 23″ E | +000415, m          | NC                | Spelunca no 147 & plongeesout.com             | 2017-09     |
| 14   | Ruisseau souterrain du Nébout                       | Soumensac                    |                |                             | +000383, m          | NC                | Spéléométrie de la France                     | 2000-00     |
| 15   | Grotte de Bouscat                                   | Laroque-Timbaut              |                | 44° 16′ 26″ N, 0° 47′ 41″ E | +000350, m          | NC                | Spéléométrie de la France                     | 2000-00     |
| 16   | Grotte du Cordonnier                                | Tournon-d'Agenais            |                | 44° 23′ 52″ N, 1° 02′ 01″ E | +000320, m          | NC                | Spelunca no 147                               | 2017-09     |
| 17   | Ruisseau souterrain de la Peyronette                | La Sauvetat-du-Dropt         |                | 44° 38′ 49″ N, 0° 19′ 14″ E | +000315, m          | NC                | Spéléométrie de la France                     | 2000-00     |
| 18   | Grotte de Lastournelles                             | Sainte-Colombe-de-Villeneuve | Pays de Serres | 44° 20′ 30″ N, 0° 39′ 28″ E | +000310, m          | NC                |                                               | 2017-09     |
| 19   | Grotte des Fées à Neufonds                          | Casteljaloux                 |                | 44° 17′ 16″ N, 0° 04′ 49″ E | +000305, m          | NC                | Spéléométrie de la France                     | 2000-00     |
| 20   | Grotte de la Place                                  | Duras                        |                | 44° 40′ 14″ N, 0° 17′ 28″ E | +000305, m          | NC                | Spelunca no 147 & speleoagogooooo.free.       | 2017-09     |
| 21   | Grotte de Sainte-Colombe                            | Sainte-Colombe-en-Bruilhois  |                | 44° 11′ 43″ N, 0° 29′ 23″ E | +000240, m          | NC                | Spéléométrie de la France & Georges Benkemoun | 2017-09     |
| 22   | Aven de l'Huis                                      | Beauville                    |                | 44° 16′ 18″ N, 0° 54′ 24″ E | +000200, m          | +0030, m          | Spelunca no 147                               | 2017-09     |
| 23   | Grotte de Pils                                      | Monflanquin                  |                |                             | +000166, m          | NC                | Spelunca no 147                               | 2017-09     |
| 24   | Grotte de Montbrand                                 | Sauveterre-la-Lémance        |                | 44° 35′ 27″ N, 1° 01′ 24″ E | +000115, m          | NC                | Spelunca no 147                               | 2017-09     |
| 25   | Grotte de Saint-Chaliès                             | Blanquefort-sur-Briolance    |                | 44° 36′ 53″ N, 0° 55′ 33″ E | +000110, m          | NC                | Spelunca no 147                               | 2017-09     |